# Kakaópor

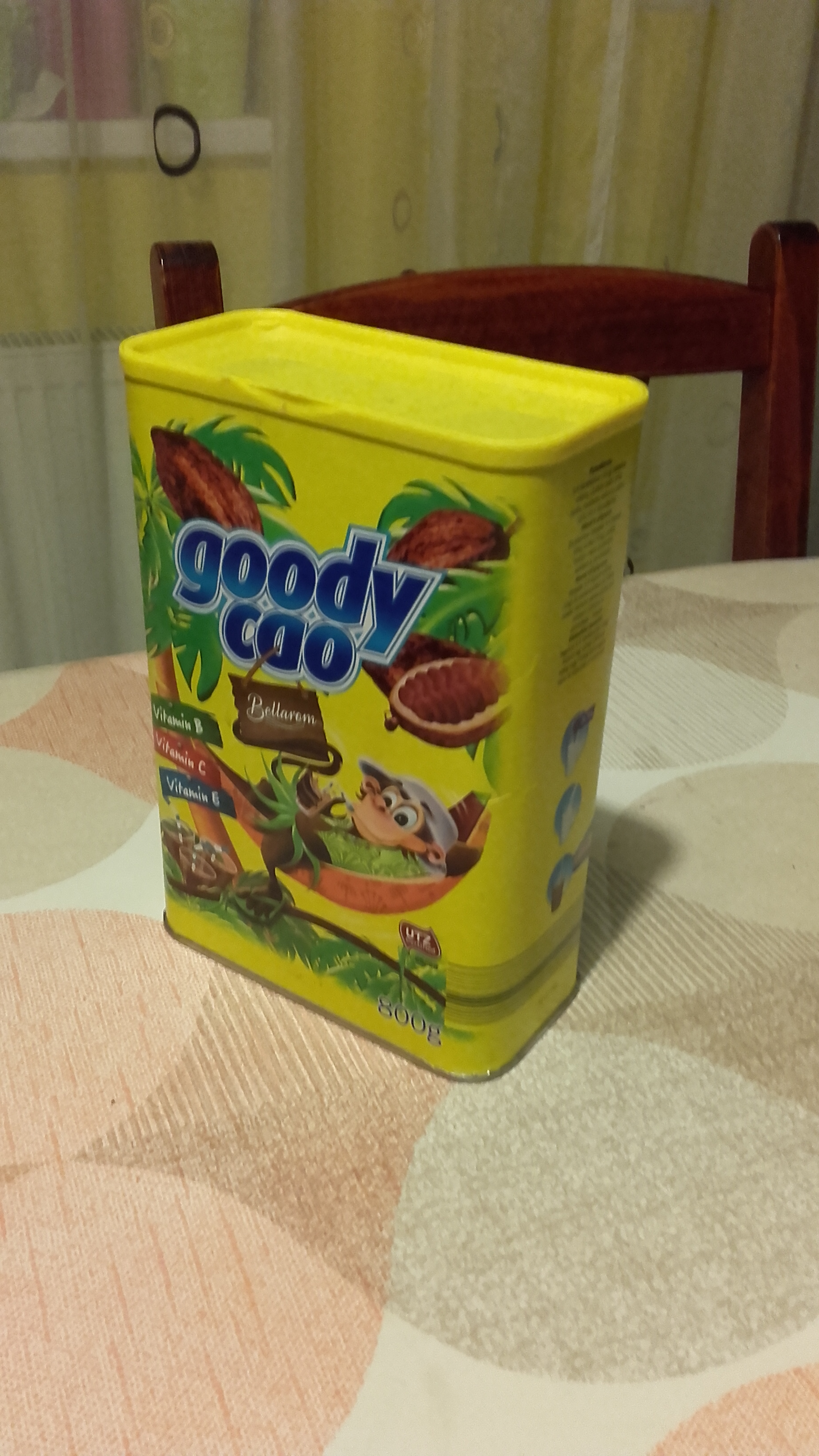
Egy doboz kakaó italpor

A kakaópor kakaót tartalmazó élelmiszeripari termék.
A Magyar Élelmiszerkönyv meghatározza a kakaópor és a csokoládépor fogalmait. Ezek szerint: 

„a) Kakaó, kakaópor

Tisztított, hántolt és pörkölt kakaóbabból nyert por alakú termék. A terméknek legfeljebb 9% vizet és legalább 20% kakaóvajat (szárazanyagra számítva) kell tartalmaznia.
b) Zsírszegény kakaó, zsírszegény kakaópor

Olyan termék, amely kevesebb mint 20% kakaóvajat tartalmaz a szárazanyag tömegére számítva.
c) Porított csokoládé, csokoládépor

Olyan termék, amely kakaópor és cukrok keverékéből áll, és legalább 32% kakaóport tartalmaz.
d) Ivócsokoládé-por, édesített kakaó, édesített kakaópor

Olyan termék, amely kakaópor és cukrok keverékéből áll, és legalább 25% kakaóport tartalmaz. A megnevezést a „zsírszegény” megjelölésnek kell kísérnie, ha a termék a b) pont szerint zsírszegény.”

## A kakaó italpor
A kakaó italpor annyiban különbözik a normál (nyers vagy natúr ízű) kakaótól, hogy ez részben cukrozott, így sokkal édesebb az íze, mint a natúr kakaóé, ami viszont kesernyés ízű (ilyen kesernyés ízű kakaó a holland kakaópor).